# Nizar Rayan
El Jeque Nizar Rayan (en árabe نزار ريان, también transliterado Rayyan) (6 de marzo de 1959 - 1 de enero de 2009) fue uno de los más importantes miembros Hamás hasta su muerte en 2009. Su trabajo en la organización islamista consistía en servir de enlace entre los líderes políticos y su brazo armado. Era profesor de Ley Islámica y estaba considerado la mayor autoridad religiosa en Hamás tras el asesinato del Jeque Ahmed Yasín en 2004. Rayan fue uno de los principales partidarios de los atentados suicidas contra Israel, en uno de los cuales se inmoló uno de sus hijos. Rayan y la mayor parte de su familia murieron a consecuencia de un ataque aéreo israelí durante el conflicto de la Franja de Gaza el 1 de enero de 2009.

## Antecedentes
Rayan nació en Jabalía, en la Franja de Gaza el 6 de marzo de 1959. Estudió en universidades en Arabia Saudita, Jordania y Sudán, donde recibió su Doctorado en Estudios Islámicos. Rayan regresó posteriormente a Gaza donde se desempeñó como predicador en distintas mezquitas.
Rayan era profesor de Ley Islámica en la Universidad Islámica de Gaza.  Rayan disfrutaba salir de patrulla con militantes del Hamás después de sus conferencias.  Poseía una biblioteca de 5.000 volúmenes en el sótano de su casa, y era una reconocida autoridad en Hadith (los dichos de Mahoma).
Como uno de los predicadores más influyentes en lo que en Jabalía se conoce como la Mezquita de los Mártires, Rayan servía de mentor a terroristas suicidas.  Envió a su propio hijo en una misión suicida, en la cual asesinó a dos israelíes en Elei Sinai. Abogó por el reinicio de los atentados suicidas contra Israel luego que el Hamás los suspendiese.  En el 2004 Rayan llegó a ser considerado la más alta autoridad religiosa del Hamás después de que las Fuerzas de Defensa de Israel eliminaran al Sheikh Ahmed Yassin.  Rayan dirigió y financió el ataque al Puerto de Ashdod, en el que murieron 10 personas.
Rayan fue uno de los arquitectos responsables de la planificación de la Batalla de Gaza de 2007, en la que el Hamás se enfrentó al Fatah, obteniendo el control de la Franja de Gaza. Durante la batalla, el Hamás eliminó a 400 palestinos miembros del Fatah, torturando y mutilando a docenas.  De acuerdo al vocero del Hamás, es posible que la Autoridad Nacional Palestina haya solicitado a Israel eliminar a Rayan debido a su papel en los enfrentamientos entre el Fatah y el Hamás.  Además, aseguró que Rayan era una de las razonas por la que muchos de los hombres de Mahmoud Abbas (presidente de la A.N.P.) "no durmieran bien de noche".
Rayan se oponía radicalmente a la existencia del estado de Israel,  proclamando <<nunca reconoceremos a Israel. No hay nada llamado Israel, ni en la realidad ni en la imaginación>>.

## Ataque israelí
Rayan se encontraba predicando en una mezquita el día anterior a ser eliminado, en la cual declaró: «Nuestro único lenguaje con el judío es a través de las armas». También apareció en la estación de televisión al-Aqsa, proclamando: «Dios mediante, el estado diabólico, el estado judío, no quebrará la resistencia».
Rayan murió en un ataque de la Fuerza Aérea de Israel el 1 de enero de 2009, durante la operación Plomo Fundido. Una bomba de una tonelada alcanzó su casa, matándolo junto a otras dieciocho personas, incluyendo 2 de sus cuatro esposas y cuatro de sus nueve hijos.  De acuerdo a Al-Jazeera, otras 30 personas fueron heridas en el ataque, que dañó severamente los edificios circundantes. Al-Jazeera también reportó que Rayan «rehusó tomar medidas de seguridad a pesar del riesgo de asesinato de figuras predominantes de Hamás».
Rayan y su familia fueron advertidos por las F.D.I. de abandonar su casa antes de los ataques, pero Rayan eligió sacrificarse y sacrificar a su familia y no abandonar su hogar.
De acuerdo al gobierno israelí, la casa de Rayan servía como depósito de armas y municiones y como centro de comunicaciones del Hamás. Las F.D.I. declararon que se registraron muchas explosiones secundarias causadas por el arsenal almacenado en la casa.
Rayan era el líder del Hamás de más alto rango caído desde que Abdel Aziz al-Rantissi fuera eliminado en los ataques aéreos israelíes de 2004. Hamás dijo que Israel pagaría un "fuerte precio" por su muerte.